# Bibio hortulanus
Espèce
Bibio hortulanus, le bibion horticole, est une espèce d'insectes de l'ordre des diptères, de la famille des Bibionidae.

## Description
Comme chez la mouche de la Saint Marc, (Bibio marci), les antennes sont courtes et robustes, insérées sous les yeux. Les yeux sont nettement séparés chez la femelle, contigus et plus gros chez le mâle; la femelle du bibion horticole a le dos couleur brique, le mâle est noir mais plus petit que celui de Bibio marci. L'extrémité du tibia antérieur porte un éperon en forme de bec.
On peut trouver des bibions horticoles au printemps dans les jardins, parfois accouplés sur des murs par temps ensoleillé.

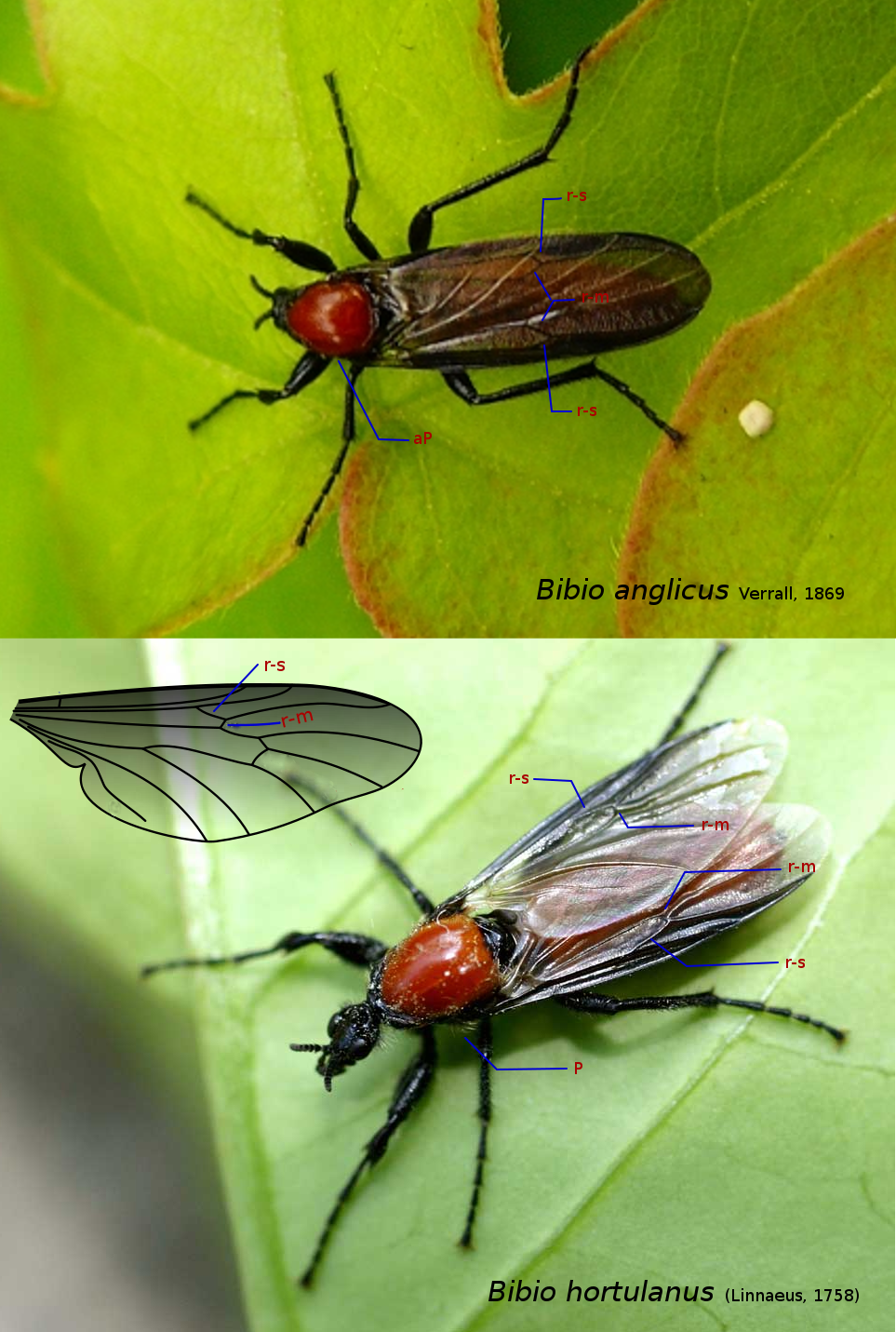
Différences morphologiques entre les femelles Bibio hortulanus et Bibio anglicus ; Légende : Nervation ailaire r-m et rs égales chez Bibio anglicus, Nervation ailaire r-m plus petite que r-s chez Bibio hortulanus. aP : Absence de pilosité blanche sur les flancs du thorax chez Bibio anglicus. P Présence de poils blancs chez les individus âgés de Bibio hortulanus.